# Pituk Sándor
Pituk Sándor (Alexander), (Selmecbánya. 1904. október 26.  – Selmecbánya. 2002. április 30.) magyar asztalos, Szlovákia első neves sakkfeladványszerzője. Öccse, Pituk Viktorián József (1906–1991) Budapesten elismert festő volt.

## Életpályája
Édesapja 1903-ban telepedett át Szatmár megyéből az akkor még Magyarországhoz tartozó Selmecbányára. 1915-től Selmecbányán végezte a katolikus főgimnáziumot. Foglalkozására nézve asztalos volt, saját készítésű figurákkal játszott. A sakkal a Vasárnapi Újság sakkrovatából ismerkedett meg. 1923-ban kezdett el versenyszerűen sakkozni, első feladványa 1927-ben jelent meg a Prágai Magyar Hírlapban. Több mint 500 sakkfeladvány szerzője, amelynek 5%-ában első díjat nyert. 1937-ben szerezte első 1. díját egy kétlépéses mattfeladvánnyal a Schwalbe versenyén. Az 1951–52 és 1953–54. évi feladványszerzö országos bajnokságokon 1. helyet, a következő három bajnokságon pedig harmadik helyezést el Csehszlovákiában.
A második világháború előtt és alatt a Magyar Sakkvilágban, valamint vagy 10 magyar folyóiratban, például a Népszavában több mint 30 feladványa, 1951–1993 között a Sakkélet hasábjain egy cikke, és ugyancsak több mint 30 feladványa jelent meg.
1952-ben a szlovák sakkszerzők szervezetének alapítója, 1964-től a Csehszlovák Sakkszerzemény Bizottság vezetőségi tagja, 1969–1978 között a Szlovák Sakkszerzemény Bizottság vezetője volt. Évtizedekig a szlovák feladványszerzők nesztora és hosszú időn át a legjobb kétlépéses mattfeladvány-szerző volt Csehszlovákiában. A FIDE Albumokban 18,17 pontot ért el. A sakkszerzés FIDE mestere, csehszlovák sportmester (1964), érdemes mester (1979) és a FIDE tiszteletbeli nemzetközi feladványszerző mester (1988) címek viselője volt. A FIDE a Honorary Master of Chess Composition címmel tüntette ki. Élete utolsó napjaiban is feladványokon és mint FIDE nemzetközi bíró dolgozott.